# Distrito de Huacrapuquio
El distrito de Huacrapuquio es uno de los veintiocho que conforman la Provincia de Huancayo, ubicada en el Departamento de Junín, bajo la administración del Gobierno Regional de Junín, Perú.  Limita por el norte con el Distrito de Viques; por el este con el Distrito de Sapallanga; por el sur con el Distrito de Cullhuas; y, por el oeste con el Distrito de Chupuro.

## Historia
Este distrito fue creado por Ley N.º 9068 del 20 de marzo de 1940, en el primer gobierno del Presidente Manuel Prado Ugarteche.

## Geografía
El distrito se encuentra a una altitud de 3247 m s. n. m. y tiene una población aproximada superior a los 1284 habitantes. Su capital es el poblado de Huacrapuquio.

## Autoridades

### Municipales
- 2019-2022
  - Alcalde: Ing. Sergio Inga Limaymanta
- 2015-2018[1]
  - Alcalde: Génesis García Castellanos, Partido Fuerza Popular (FP).
  - Regidores: Ever Bernardino Urcuhuaranga Gonzales (FP), Sebastián Moisés Oroya Palian (FP), Percy Loly Limaymanta Balbín (FP), Maribel Neptalí Suárez Carhuallanqui (FP), Roberto Belarmino Limaymanta Gonzales (Solidaridad Nacional).
- 2011-2014[2][3]
  - Alcalde:  Hercilio Jesús Inga, Alianza Regional Junin Sostenible (JS).
  - Regidores: Abelardo Félix Urcohuaranga Jesús (JS), Lino Sinche Gonzales (JS), Flor Widy Córdova Jesús (JS), Vilma Jamjachi Balbín (JS), Alfonso Genaro Mallqui Chuquillanqui (Convergencia Regional Descentralista).
- 2007-2010
  - Alcalde: Rogelio Lara Huamán.

### Policiales
- Comisaría de Huayucachi 
  - Comisario: Sgto. PNP

### Religiosas
- Arquidiócesis de Huancayo[4]
  - Arzobispo: Mons. Pedro Barrego Jimeno, SJ.
- Parroquia
  - Párroco: Pbro. Walter Salazar Venegas.[5]